# 虮子草
虮子草（学名：Leptochloa panicea）为禾本科千金子属下的一个种。

## 扩展阅读
- 維基物種上的相關：虮子草